# Кругловка (Гвардейский район)
Кругловка — посёлок в Гвардейском городском округе Калининградской области России. Входит в состав Славинского сельского поселения.

## Население
| 2002 | 2010 |
| ---- | ---- |
| 36   | ↗148 |

## История
Населенный пункт Нойендорф в 1946 году был переименован в посёлок Кругловку..